# Crécerelle aux yeux blancs
Falco rupicoloides
Espèce
Répartition géographique
Statut CITES
Statut de conservation UICN

 LC  : Préoccupation mineure
La Crécerelle aux yeux blancs (Falco rupicoloides) est une espèce de rapaces diurnes de la famille des Falconidae.

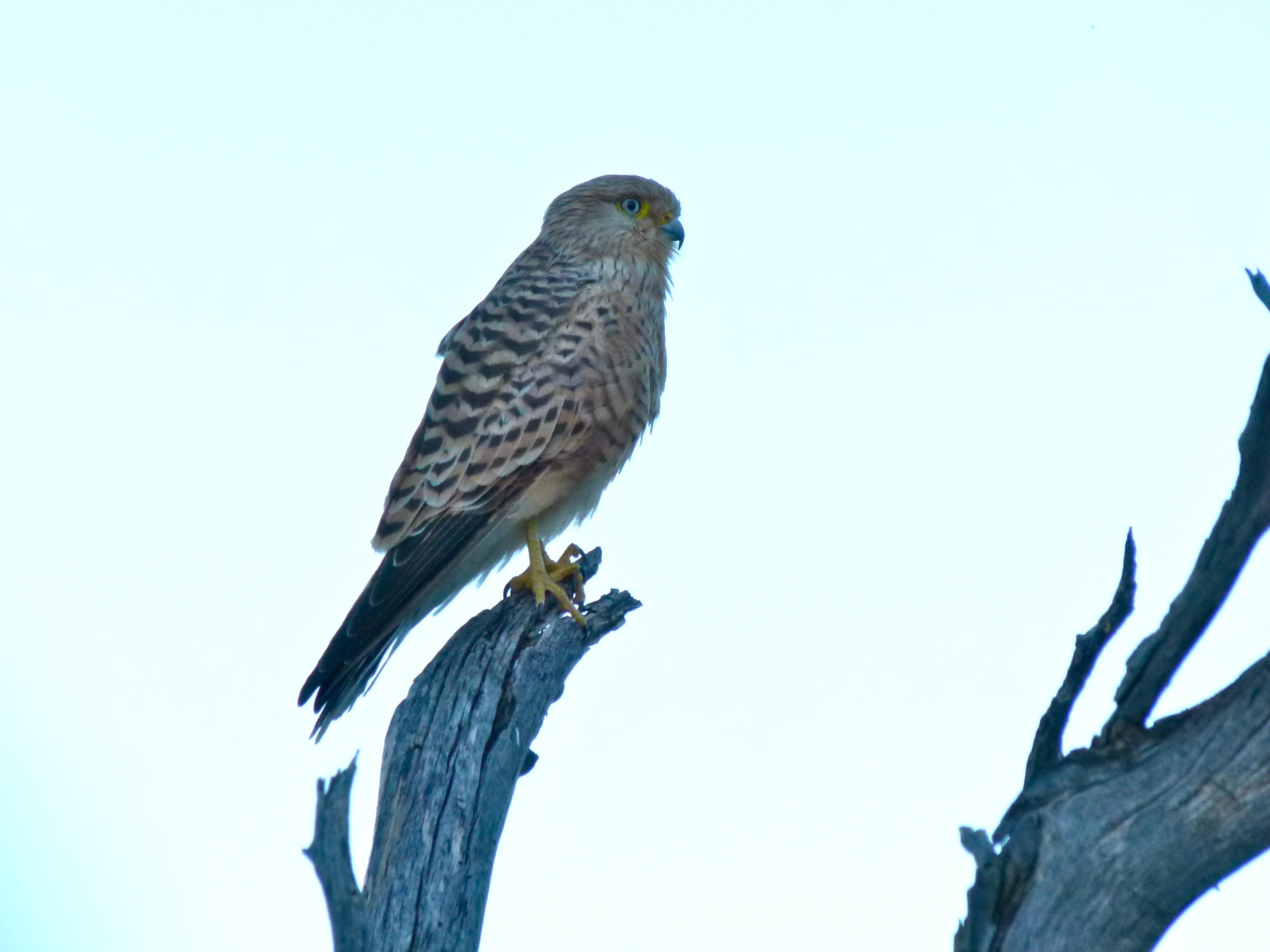
Falco rupicoloides
(Parc transfrontalier de Kgalagadi, Afrique du Sud)